# ویلیسبورگ (کنتاکی)
ویلیسبورگ (به انگلیسی: Willisburg) شهری در ایالت کنتاکی کشور ایالات متحده آمریکا است که جمعیت آن در سرشماری سال ۲۰۱۰ میلادی، ۲۸۲ نفر بوده‌است.